# 近藤重直
近藤 重直（こんどう しげなお、慶長17年（1612年） - 貞享2年4月13日（1685年5月15日））は江戸時代の旗本。
信濃国近藤藩主近藤政成の長男。母は柘植氏。正室は井上氏の娘。子に重信、高郷、重興、徳永昌本がいる。通称は織部正。幼名は百千代。初名は重堯。号は道休。

## 生涯
元和4年（1618年）12月13日、将軍徳川秀忠に拝謁し、12月16日父の遺領10,000石の内、幼少を理由に半知減封となり信濃国高井郡5000石のみを相続し、寄合に列する。残りの美濃国5,000石は伯父の下野烏山藩主堀親良に与えられ、重直成人までの後見役を命ぜられる。
元和5年（1619年）5月、福島正則の高井野への左遷転封を受けて、伊那郡に替地され、立石知行所が成立。同年、江戸城紅葉山堀の普請を承る。
寛永11年（1634年）、将軍徳川家光上洛の際、板倉重昌に属して供奉する。寛永20年（1643年）4月29日、甲府城在番を命じられ、翌年帰謁する。明暦3年（1657年）3月15日、秀忠の娘千姫、家光の正室鷹司孝子の御殿造営の作事奉行を務め、のちに山王社の造営を承る。
天和2年（1682年）5月29日に致仕、貞享2年（1685年）に没する。享年74。浅草の海禅寺泊船軒に葬られた。子孫は幕末まで旗本として存続する。